# Caio Lucas Fernandes
Caio Lucas Fernandes, meglio noto come Caio (San Paolo, 19 aprile 1994), è un calciatore brasiliano con cittadinanza emiratina, attaccante dello Sharjah.

## Carriera

### Club

#### Gli inizi
Caio Lucas Fernandes inizia a muovere i suoi primi passi tra le file del América Futebol Clube, meglio noto con il nome di América-SP. Grazie alle sue prestazioni, viene notato dal São Paulo che lo ingaggia per quattro stagioni, facendolo militare nelle formazioni giovanili. Alla fine del suo contratto, rifiuta diverse offerte e fa ritorno all'América-SP con la consapevolezza di dover chiudere anzitempo la sua carriera calcistica; però a fargli cambiare idea è una squadra universitaria giapponese, la Chiba Kokusai High School che giocando a Birigui lo nota e lo porta con sé per farlo studiare e giocare a Kimitsu.

#### Kashima Antlers
Raggiunto il diploma, i giapponesi dell'Kashima Antlers lo ingaggiano facendolo esordire in J1 League il massimo campionato giapponese. Al suo primo anno viene nominato J. League Rookie, Vince una coppa J. League nel 2015 ed un campionato nel 2016. Chiude la sua esperienza nipponica dopo tre stagioni.

#### Al Ain
Nel 2016 approda all'Al-Ain, squadra emiratina con sede ad al-'Ayn, militante nella UAE Arabian Gulf League. Nella stagione 2017-2018 centra il double campionato e coppa del Presidente. Disputa la Coppa del mondo per club nel 2018, conquistando il Silver Ball alla fine della competizione

#### Benfica
Nel marzo del 2019 viene opzionato dal Benfica con cui, il 27 giugno 2019 firma un contratto di 5 anni.

#### Sharjah
Dopo solo 6 mesi dalla firma del contratto con il Benfica, ed aver collezionato 4 presenze con 1 goal, Caio lascia la squadra portoghese per fare il suo ritorno negli Emirati Arabi Uniti passando, in prestito per 18 mesi, alla squadra dello Sharjah.

### Nazionale
Nato in Brasile, Caio Lucas è diventato cittadino degli Emirati Arabi Uniti nel 2024 e ha ricevuto la sua prima convocazione nella nazionale degli Emirati Arabi Uniti da parte del commissario tecnico Paulo Bento nel marzo 2025, in occasione delle partite valide per le qualificazioni al Mondiale FIFA 2026 . Ha debuttato con la maglia degli Emirati Arabi Uniti nella sconfitta per 2-0 contro l'Iran il 20 marzo 2025.

## Statistiche

### Presenze e reti nei club
Statistiche aggiornate al 17 gennaio 2020.
| Stagione               | Squadra                | Campionato             | Campionato | Campionato | Coppe nazionali | Coppe nazionali | Coppe nazionali | Coppe continentali | Coppe continentali | Coppe continentali | Altre coppe | Altre coppe | Altre coppe | Totale | Totale |
| Stagione               | Squadra                | Comp                   | Pres       | Reti       | Comp            | Pres            | Reti            | Comp               | Pres               | Reti               | Comp        | Pres        | Reti        | Pres   | Reti   |
| ---------------------- | ---------------------- | ---------------------- | ---------- | ---------- | --------------- | --------------- | --------------- | ------------------ | ------------------ | ------------------ | ----------- | ----------- | ----------- | ------ | ------ |
| 2014                   | Kashima Antlers        | J1L                    | 30         | 8          | CdI+CL          | 1+6             | 1+0             | -                  | -                  | -                  | -           | -           | -           | 37     | 9      |
| 2015                   | Kashima Antlers        | J1L                    | 32         | 10         | CdI+CL          | 0+4             | 0+2             | ACL                | 6                  | 0                  | -           | -           | -           | 42     | 12     |
| 2016                   | Kashima Antlers        | J1L                    | 16         | 5          | CdI+CL          | 0+5             | 0+1             | -                  | -                  | -                  | -           | -           | -           | 21     | 6      |
| Totale Kashima Antlers | Totale Kashima Antlers | Totale Kashima Antlers | 78         | 23         |                 | 16              | 4               |                    | 6                  | 0                  |             |             |             | 100    | 27     |
| 2016-2017              | Al-Ain                 | PL                     | 24         | 12         | CEA+CdL         | 2+5             | 0+1             | ACL+ACL            | 16                 | 5                  | -           | -           | -           | 47     | 18     |
| 2017-2018              | Al-Ain                 | PL                     | 18         | 5          | CEA+CdL         | 3+5             | 3+4             | ACL                | 7                  | 1                  | -           | -           | -           | 34     | 13     |
| 2018-2019              | Al-Ain                 | PL                     | 21         | 4          | CEA+CdL         | 1+6             | 1+7             | ACL                | 0                  | 0                  | SCE+CmC     | 1+4         | 1+1         | 24     | 14     |
| Totale Al Ain          | Totale Al Ain          | Totale Al Ain          | 55         | 21         |                 | 22              | 16              |                    | 23                 | 6                  |             | 5           | 2           | 105    | 45     |
| 2019-gen. 2020         | Benfica                | PL                     | 4          | 1          | CP+CdL          | 2+2             | 0               | UCL                | 3                  | 0                  | -           | -           | -           | 11     | 1      |
| gen.-set. 2020         | Sharjah                | PL                     | 6          | 2          | PC+CdL          | 1+0             | 1+0             | ACL                | 6                  | 2                  | -           | -           | -           | 13     | 5      |
| 2020-2021              | Sharjah                | PL                     | 21         | 6          | PC+CdL          | 2+2             | 1+0             | ACL                | 7                  | 1                  | SC          | 1           | 0           | 33     | 8      |
| 2021-2022              | Sharjah                | PL                     | 20         | 14         | PC+CdL          | 5+4             | 3+1             | ACL                | 5                  | 2                  | -           | -           | -           | 34     | 20     |
| 2022-2023              | Sharjah                | PL                     | 22         | 9          | PC+CdL          | 4+4             | 2+1             | -                  | -                  | -                  | SC          | 1           | 0           | 31     | 12     |
| 2023-2024              | Sharjah                | PL                     | 22         | 11         | PC+CdL          | 2+2             | 0+0             | ACL                | 8                  | 2                  | SC+SS       | 1+1         | 0+0         | 36     | 13     |
| 2024-2025              | Sharjah                | PL                     | 21         | 10         | PC+CdL          | 3+4             | 4+4             | ACL2               | 12                 | 5                  | -           | -           | -           | 40     | 23     |
| Totale Al Sharjah      | Totale Al Sharjah      | Totale Al Sharjah      | 112        | 52         |                 | 33              | 17              |                    | 38                 | 12                 |             | 4           | 0           | 187    | 81     |
| Totale carriera        | Totale carriera        | Totale carriera        | 237        | 93         |                 | 70              | 32              |                    | 63                 | 16                 |             | 9           | 2           | 379    | 143    |

### Cronologia presenze e reti in Nazionale
| Cronologia completa delle presenze e delle reti in nazionale ― Emirati Arabi Uniti | Cronologia completa delle presenze e delle reti in nazionale ― Emirati Arabi Uniti | Cronologia completa delle presenze e delle reti in nazionale ― Emirati Arabi Uniti | Cronologia completa delle presenze e delle reti in nazionale ― Emirati Arabi Uniti | Cronologia completa delle presenze e delle reti in nazionale ― Emirati Arabi Uniti | Cronologia completa delle presenze e delle reti in nazionale ― Emirati Arabi Uniti | Cronologia completa delle presenze e delle reti in nazionale ― Emirati Arabi Uniti | Cronologia completa delle presenze e delle reti in nazionale ― Emirati Arabi Uniti |
| Data                                                                               | Città                                                                              | In casa                                                                            | Risultato                                                                          | Ospiti                                                                             | Competizione                                                                       | Reti                                                                               | Note                                                                               |
| ---------------------------------------------------------------------------------- | ---------------------------------------------------------------------------------- | ---------------------------------------------------------------------------------- | ---------------------------------------------------------------------------------- | ---------------------------------------------------------------------------------- | ---------------------------------------------------------------------------------- | ---------------------------------------------------------------------------------- | ---------------------------------------------------------------------------------- |
| 20-03-2025                                                                         | Teheran                                                                            | Iran                                                                               | 2 – 0                                                                              | Emirati Arabi Uniti                                                                | Qual. Mondiali 2026                                                                | -                                                                                  | 85’                                                                                |
| 25-03-2025                                                                         | Riyad                                                                              | Corea del Nord                                                                     | 1 – 2                                                                              | Emirati Arabi Uniti                                                                | Qual. Mondiali 2026                                                                | -                                                                                  | 73’                                                                                |
| Totale                                                                             |                                                                                    | Presenze                                                                           | 2                                                                                  |                                                                                    | Reti                                                                               | 0                                                                                  |                                                                                    |

## Palmarès

### Club

#### Competizioni nazionali
- Coppa J. League: 1

Kashima Antlers: 2015
- J. League: 1

Kashima Antlers: 2016
- Campionato emiratino: 1

Al-Ain: 2017-2018
- Coppa del Presidente degli Emirati Arabi Uniti: 2

Al-Ain: 2017-2018
Sharjah: 2022-2023
- Supercoppa di Portogallo: 1

Benfica: 2019
- Coppa di Lega (Emirati Arabi Uniti): 1

Sharjah: 2022-2023
- Supercoppa degli Emirati Arabi Uniti: 1

Sharjah: 2022

#### Competizioni internazionali
- AFC Champions League Two: 1

Sharjah: 2024-2025

### Individuale
- Miglior giovane della J.League: 1

2014
- Capocannoniere della Coppa del mondo per club FIFA: 1

Silver Ball 2018
- Capocannoniere della Coppa di Lega emiratina: 1

2018-2019
- Capocannoniere della Coppa del Presidente degli Emirati Arabi Uniti: 1

2024-2025
- Miglior Giocatore della AFC Champions League Two: 1

2024-2025